# Erythrogonia aurivagula
Erythrogonia aurivagula är en insektsart som först beskrevs av Jacobi 1905.  Erythrogonia aurivagula ingår i släktet Erythrogonia och familjen dvärgstritar. Inga underarter finns listade i Catalogue of Life.